# Orgel der Nikolaikirche Luckau
Die Orgel der Nikolaikirche Luckau gehört zu den bedeutendsten historischen Orgeln in Brandenburg. Sie wurde 1672 von Christoph Donat gebaut und 1956 bis 1978 von Schuke Orgelbau in den heutigen Zustand versetzt. Sie hat heute 43 Register auf drei Manualen und Pedal. Sonne, Mond, Posaunenengel und König-David-Figur sind beweglich.

## Die Vorgängerorgel
Um 1618 wurde vom Orgelbauer Martin Peter Grabow (Berlin) eine Schwalbennestorgel mit 27 Stimmen gebaut, die beim großen Brand 1644 restlos vernichtet wurde. Aus Ratsakten von 1646 geht hervor, dass elf Zentner geschmolzenes Zinn nach Berlin verkauft wurden.

## Donat-Orgel von 1673
Beim Wiederaufbau der Kirche wurde von 1672 bis 1673 eine neue Orgel durch den sächsischen Orgelbauer Christoph Donati geschaffen. Diese verband nord- und süddeutsche Stilelemente und hatte 37 Register auf drei Manualen. Sie wurde am 6. Januar 1674 eingeweiht. Es zeigten sich bald einige Mängel, unter anderem in den Windladen und dem Balg. 1677 führte Donati Ausbesserungen durch. Die Orgel wurde danach von Junge wieder eingeweiht. Die Orgel verfügte 1672 über 36 Register auf drei Manualen und Pedal. Die Disposition lautete nach dem Kontrakt vom 10. Juli 1672:
| I Rückpositiv C–f3 |               |       |
| 1.                 | Grobgedackt   | 8′    |
| 2.                 | Quintadehna   | 8′    |
| 3.                 | Principal     | 4′    |
| 4.                 | Mittelflöte   | 4′    |
| 5.                 | Oktava        | 2′    |
| 6.                 | Sesquialtera  | 2fach |
| 7.                 | Mixtur        | 3fach |
| 8.                 | Dulzianregal  | 16′   |
| 9.                 | Trichterregal | 8′    |

| II Hauptwerk C–f3 |                         |         |
| 10.               | Grobgedackt             | 16′     |
| 11.               | Principal               | 8′      |
| 12.               | Rohrflöte               | 8′      |
| 13.               | Viol da Gamba           | 8′      |
| 14.               | Octava                  | 8′      |
| 15.               | Juli oder Hollquinta    | 6′      |
| 16.               | Triversa oder Querflöte | 4′      |
| 17.               | Klein Gedackt           | 4′      |
| 18.               | Quinta                  | 3′      |
| 19.               | Gemshorn                | 2′      |
| 20.               | Sesquialtera            | 2fach   |
| 21.               | Mixtur                  | 5-8fach |

| III Brustwerk C–f3 |                           |       |
| 22.                | Grobgedackt Lieblich      | 8′    |
| 23.                | Nachthorn                 | 4′    |
| 24.                | Quinta gedackt oder Naßat | 3′    |
| 25.                | Spitzflöte                | 2′    |
| 26.                | Sesquialtera              | 1fach |
| 27.                | Sifflöte                  | 1′    |
| 28.                | Trompetta                 | 8′    |

| Pedal C–d1 |                 |       |
| 29.        | Principal       | 16′   |
| 30.        | Subbaß          | 16′   |
| 31.        | Oktavbass       | 8′    |
| 32.        | klein Octavbass | 4′    |
| 33.        | Mixtur          | 5fach |
| 34.        | Posaune         | 16′   |
| 35.        | Trompete        | 8′    |
| 36.        | Schalmei        | 4′    |

Koppeln: BW/RP; OW/RP; RP/P
Sperrventile
Sonne und Mond (Zimbelglöckchen HW)
Stern mit Zimbelglöckchen (RP)
Tremulant zum ganzen Werk
Bewegliche Figuren des David und zweier Trompetenengel

## Lütkemüller'scher Umbau von 1873
Friedrich Hermann Lütkemüller passte die Orgel dem romantischen Klangideal an. Er ersetzte die alten Windladen und erweiterte die Orgel auf 40 Register. Dieser Umbau kam fast einem Neubau gleich. Er entfernte das Rückpositiv und baute ein neues Oberwerk. Weiterhin veränderte er den Prospekt des Brustwerks von drei auf fünf Pfeifenfeldern.
Von etwa 1900 bis 1940 wurde die Orgel von der Fa. Alexander Schuke gewartet.

## Neubau durch Schuke 1956–1978
Von 1959 bis 1978 entstand durch die Firma Schuke Orgelbau aus Potsdam in drei Bauabschnitten ein neues Instrument im historischen Gehäuse mit den erhaltenen Teilen von Donat aber auch mit einigen Registern von Lütkemüller. Das Instrument ist dem neobarocken Klangideal verpflichtet. Abgeschlossen wurden die Arbeiten 1978 mit der Rekonstruktion der Anordnung des Rückpositivs von Donat. Daniel Kunert schreibt über das Instrument: „Eine Rekonstruktion der Donat-Orgel wäre ein angemessenes Zukunftsprojekt.“
2012 erfolgten Ausbesserungsarbeiten.
Die Orgel hat heute 43 Register auf drei Manualen und Pedal. In zehn Registern sind noch Pfeifen von Donat erhalten. Die Disposition lautet:
| I Rückpositiv C–f3 |                 |       |
| 1.                 | Grobgedackt     | 8′    |
| 2.                 | Quintadena      | 8′    |
| 3.                 | Principal       | 4′    |
| 4.                 | Rohrflöte       | 4′    |
| 5.                 | Oktave          | 2′    |
| 6.                 | Hohlflöte       | 2′    |
| 7.                 | Quinte          | 1 ⁄3′ |
| 8.                 | Mixtur IV–V     | 1′    |
| 9.                 | Sesquialtera II |       |
| 10.                | Dulzianregal    | 16′   |
| 11.                | Trichterregal   | 8′    |
|                    | Tremulant       |       |

| II Hauptwerk C–f3 |                |       |
| 12.               | Grobgedackt    | 16′   |
| 13.               | Principal      | 8′    |
| 14.               | Rohrflöte      | 8′    |
| 15.               | Viola da Gamba | 8′    |
| 16.               | Oktave         | 4′    |
| 17.               | Querflöte      | 4′    |
| 18.               | Quinte         | 2 ⁄3′ |
| 19.               | Oktave         | 2′    |
| 20.               | Gemshorn       | 2′    |
| 21.               | Mixtur VI      | 2′    |
| 22.               | Scharf IV      | 1′    |
| 23.               | Trompete       | 8′    |

| III Brustwerk C–f3 |                   |        |
| 24.                | Gedackt           | 8′     |
| 25.                | Nachthorn         | 4′     |
| 26.                | Nassat            | 2 ⁄3′  |
| 27.                | Principal         | 2′     |
| 28.                | Spitzflöte        | 2′     |
| 29.                | Terz              | 1 3⁄5′ |
| 30.                | Sifflöte          | 1′     |
| 31.                | Cimbel III        | 1′     |
| 32.                | Glockenton III–IV |        |
| 33.                | Vox humana        | 8′     |

| Pedal C–d1 |                          |     |
| 34.        | Principal                | 16′ |
| 35.        | Subbaß                   | 16′ |
| 36.        | Oktave                   | 8′  |
| 37.        | Gedacktbaß               | 8′  |
| 38.        | Oktave                   | 4′  |
| 39.        | Bauernflöte              | 2′  |
| 40.        | Mixtur V                 |     |
|            | Baßaliquote III (vakant) |     |
| 41.        | Posaune                  | 16′ |
| 42.        | Trompete                 | 8′  |
| 43.        | Schalmei                 | 4′  |
|            | Tremulant                |     |

- Koppeln: I/II, III/II, I/P, II/P
- Bewegliche Sonne, Mond, Posaunenengel führen Posaune zum Mund, König David
- Cimbelstern
- Vogelgesang

## Organisten
- Johann Christoph Raubenius[11]
- Andreas Müller[12]
- Joachim Klebe (1993–2015)[13]
- Focko Hinken (2015–2020)[14]
- Patricia Kramer[15]
- Brian Radins (seit 1. Juli 2025)[16]